# Lista delle forme di governo
Segue una lista delle forme di governo:
- Autocrazia (il potere nelle mani di un singolo organo)
  - Dittatura
    - Dittatura militare
    - Stratocrazia
    - Statocrazia
    - Dispotismo

  - Cleptocrazia
  - Critarchia
  - Monarchia
    - Assolutismo monarchico
    - Monarchia costituzionale
    - Ducato
      - Granducato

    - Diarchia
    - Dispotismo illuminato
    - Monarchia elettiva
    - Monarchia ereditaria
    - Monarchia senza sovranità
    - Monarchia popolare
    - Principato
    - Nuovi monarchi
    - Monarchia auto-proclamata
    - Reggenza

  - Plutocrazia
    - Timocrazia

  - Stato di polizia
  - Oligarchia
    - Saeculum obscurum

  - Teocrazia
    - Stato islamico
      - Monarchia islamica
      - Repubblica islamica

  - Tirannia
  - Tecnocrazia
- Anarchia (Assenza di governo organizzato)
  - Oclocrazia
  - Tribalismo
- Anarchismo (Governo di consenso, senza coercizione)
  - Anarco-comunismo
  - Anarcocapitalismo
  - Socialismo libertario
  - Municipalismo libertario
  - Anarchismo verde
  - Isocrazia
- Socialismo
  - Stato socialista
  - Dittatura del proletariato
  - Stato comunista
  - Leadership collettiva
  - Socialismo di stato
  - Repubblica sovietica
- Democrazia (Il volere del popolo)
  - Consociativismo
  - Democrazia deliberativa
  - Socialismo democratico
  - Democrazia totalitaria
  - Democrazia diretta
  - Egualitarismo
  - Futarchia
  - Open source governance
  - Democrazia partecipativa
  - Democrazia rappresentativa
    - Monarchia parlamentare
    - Repubblica parlamentare
      - Consensus government
      - Sistema Westminster

    - Poliarchia
    - Repubblica presidenziale
    - Repubblica semipresidenziale
- Repubblica
  - Repubblica costituzionale
  - Repubblica parlamentare
  - Repubblica federale
  - Repubblica democratica